# Phyllomedusa palliata
Phyllomedusa palliata és una espècie de granota que viu a Bolívia, el Brasil, Equador i, possiblement també, a Colòmbia.
Està amenaçada d'extinció per la pèrdua del seu hàbitat natural.